# Forano
Forano är en ort och kommun i provinsen Rieti i regionen Lazio i Italien. Kommunen hade 3 169 invånare (2018).